# ジブラルタルの罠
『ジブラルタルの罠』（ジブラルタルのわな、Gibraltar）は2013年のフランス・カナダのサスペンス映画。
監督はジュリアン・ルクレルク、出演はジル・ルルーシュとタハール・ラヒムなど。
1980年代にフランス税関の「情報屋」となった男マルク・フィエヴェの実話を基にしている。
日本では劇場未公開だが、2015年6月25日にWOWOWで放送された。

## ストーリー
1987年のジブラルタルで妻とともにバーを営むフランス人マルク・デュヴァルは、借金の返済に窮していたことから、フランス税関の捜査官ベリマヌからの提案に従い、バーでやりとりされる麻薬密売に関する情報をベリマヌに売るようになる。当初は単なる「情報屋」として働くだけのつもりであったが、徐々に囮捜査にも駆り出されるようになり、ついには麻薬組織のボスであるマリオからの依頼を受け、大規模な密輸に関わることになると、自らベリマヌに提案してマリオの組織に潜入することになる。マルクはマリオからの信頼を得るが、大量の麻薬を密輸していた船がカナダ当局に拿捕されたことから船の名義人であるマルクはカナダで収監されることになる。「麻薬組織のナンバー2」と見なされたマルクに対し、フランス税関は情報屋として雇っていた事実を隠蔽する。マルクがベリマヌと交わした会話を密かに録音していたカセットテープを使い、マルクの妻クララはベリマヌにマルクの救出を迫るが、結局、ベリマヌをはじめとするフランス税関はマルクをフランスに移送して収監しただけで、彼の無実を証明することは一切しなかった。10年の収監の後、出所したマルクは自らの名誉回復を訴えるとともに諜報員の認知度を上げるために闘い続けた。しかし、フランス税関は録音テープを回収すると、マルクと約束したはずの金をクララに支払うことはなかった。一方、逃亡先のニューヨークで逮捕されたマリオことクラウディオ・パスコ・ランフレディは司法取引の末に釈放、その後も麻薬取引を続け、2010年6月にスペイン当局に逮捕された。

## キャスト
- マルク・デュヴァル（フランス語版）: ジル・ルルーシュ - ジブラルタルでバーを営むフランス人。
- レジャーニ・ベリマヌ: タハール・ラヒム - フランス税関の捜査官。
- マリオ / クラウディオ・パスコ・ランフレディ: リッカルド・スカマルチョ - 麻薬組織のボス。
- クララ・デュヴァル: ラファエル・アゴゲ（フランス語版） - マルクの妻。
- セシル・デュヴァル: メラニー・ベルニエ - マルクの妹。マリオと愛し合うようになる。

## 作品の評価
アロシネによれば、フランスの16のメディアによる評価の平均点は5点満点中2.8点となっている。
Rotten Tomatoesによれば、8件の評論のうち高評価は25%にあたる2件で、平均点は10点満点中4.8点となっている。